# Ochsenburg (Fretter)
Die Ochsenburg, auch Ossenburg genannt, ist die Ruine einer Höhenburg in der Nähe der Ortschaft Fretter in der Gemeinde Finnentrop im Sauerland, Kreis Olpe in Nordrhein-Westfalen.
Die geringen Reste der Burgruine, von der in den 1930er Jahren noch ein bis zwei Meter hohe Mauerreste erhalten waren, liegen im Gelände „Auf der Burg“ unmittelbar am westlichen Ortsrand von Fretter bei 325 m auf einem Ausläufer des Tittenberges oberhalb der Landstraße 880. Seit 1993 ist die Burg in die Bodendenkmalliste der Gemeinde Finnentrop eingetragen.
Die Ochsenburg macht sich für ihre Absicherung eine natürliche Doline am Rande des Abhangs zum Fretterbach zunutze, die 15–30 m breit und 12 m tief ist. Das Plateau des Burghügels befindet sich auf derselben Höhe wie die nordwestlich anschließenden Äcker. Der Zugang zum Burgplateau führt von Südwesten über einen Weg an der Abbruchkante entlang. In seinem Verlauf befinden sich Mauerreste, die auf die frühere Existenz einer Vorburg mit einem Schalenturm schließen lassen. Die Vorburg war im Nordwesten und Südosten durch zwei Gräben abgesichert. Die Hauptburg selbst ist trapezförmig mit den Maßen von 26 × 10–16 m. Auf ihrer Westseite sind Fundamentreste eines 12 × 16 m großen Gebäudes zu erkennen. Im Südosten befand sich ein kleines Torhaus.